# Shuto Inaba
Shuto Inaba (født 29. juni 1993) er en japansk fodboldspiller, som spiller for den japanske fodboldklub Kataller Toyama.